# Skidaway Island
Skidaway Island – jednostka osadnicza w Stanach Zjednoczonych, w stanie Georgia, w hrabstwie Chatham.